# Cadeilhan-Trachère
 Cadeilhan-Trachère es una población y comuna francesa, situada en la región de Mediodía-Pirineos, departamento de Altos Pirineos, en el distrito de Bagnères-de-Bigorre y cantón de Vielle-Aure.

## Demografía
| 61 | 68 | 42 | 39 | 47 | 55 | 47 |
| Para los censos de 1962 a 1999 la población legal corresponde a la población sin duplicidades (Fuente: INSEE [Consultar]) |    |    |    |    |    |    |

## Hermanamientos
- Labuerda, España.[3]